# Монтефиорино
Монтефиорѝно (на италиански: Montefiorino, на местен диалект Muntfiurèin, Мунтъфиурейн) е село и община в Северна Италия, провинция Модена, регион Емилия-Романя. Разположено е на 797 m надморска височина. Населението на общината е 2240 души (към 2012 г.).